# Ford Model Y

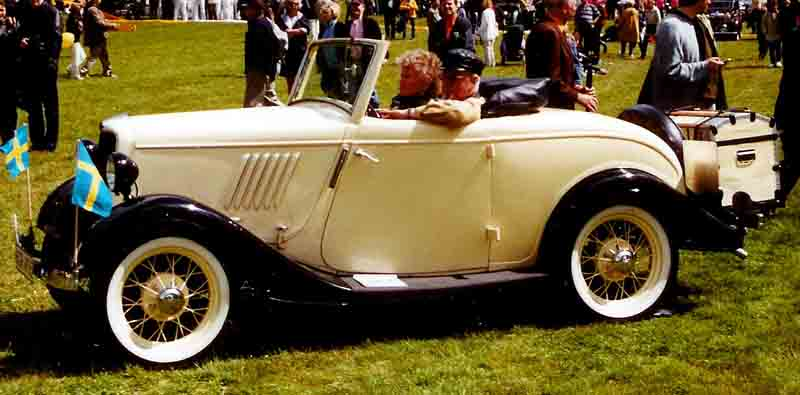
Ford Model Y Junior Sport Cabriolet 1935.

La Ford Model Y est une automobile qui a été produite par Ford Grande-Bretagne, Ford France et Ford Allemagne de 1932 à 1937. C'était la première automobile de Ford spécialement conçue pour les marchés en dehors des États-Unis, remplaçant la Ford Model A en Europe.

## Lieux de production
Elle était produite en Angleterre, où elle est parfois connue sous le nom de « Ford Eight », reflétant sa puissance fiscale, de 1932 à septembre 1937,
La voiture a également été produite en France (où elle était connue sous le nom de Ford 6 CV, bien qu'elle appartienne à la tranche d'imposition française des 5 CV) de 1932 à 1934 et en Allemagne sous le nom de Ford Köln de 1933 à 1936.
De plus petits nombres ont été assemblées en Australie (où une version coupé a également été produite), au Japon, en Lettonie (sous le nom Ford Junior) et en Espagne surnommés Ford Forito. Les projets d'en construire aux États-Unis ont été annulés lorsqu'une comptabilité analytique a montré qu'elle ne serait que légèrement moins chère à construire que la Ford Model B.

## La voiture
La voiture était propulsée par un moteur à soupapes latérales de 933 cm3 (56,9 pouces cubes) et 8 chevaux fiscaux de Ford. La petite Ford était disponible en versions deux et quatre portes, vendues respectivement sous le nom de « Tudor » (un jeu de mots avec « deux portes » (two-door en anglais)) et de «Fordor» (Ford/quatre portes (four-door en anglais)). À l'origine, chaque carrosserie était également disponible avec les niveaux de finition standard ou « DeLuxe » mieux équipés, mais avec l'introduction de la Model C à 10 ch fin 1934, également disponible en finition DeLuxe, ces versions mieux équipées de la Model Y ont été retirées de la vente. 
À cette période, la Model Y était produite dans une unique configuration de finition, reprenant dans l’ensemble les caractéristiques de la version standard antérieure. Quelques éléments issus de l’ancienne finition DeLuxe y étaient toutefois conservés et le modèle fut rebaptisé « Popular ». Cette standardisation a permis d'augmenter la production de la Model Y tout en diminuant le coût de production par voiture. Au cours de l’année suivante, des améliorations dans le processus de production à Dagenham, de nouvelles modifications des spécifications et de certains composants mineurs et l'augmentation des ventes de la Model C (qui a permis des économies d'échelle pour les pièces partagées avec la Model Y/Popular) ont permis de diminuer le prix de vente de la voiture. 
En juin 1935, Ford a pu annoncer que le modèle Popular Tudor serait vendu pour seulement 100 £, un prix qu'elle tiendrait jusqu'en juillet 1937. C'était la première fois qu'une berline quatre places à carrosserie fermée était vendue pour ce prix en Grande-Bretagne (la première voiture britannique à se vendre pour 100 £, la Morris Minor SV de 1931, était une deux places avec un toit pliable en tissu et un carrosserie à ossature en bois).
La suspension était constituée de ressorts à lames transversaux traditionnels de Ford à l'avant et à l'arrière et le moteur entraînait les roues arrière via une boîte de vitesses à trois vitesses qui, dès le début, comportait une synchronisation entre les deux rapports supérieurs. La vitesse maximale était d'un peu moins de 60 mph (95 km/h) et la consommation de carburant était de 32 miles par gallon impériaux (8,8 litres aux 100 km ; 27 miles par gallons US).
Même selon les normes de l'époque, la Ford 8 construite au Royaume-Uni, comme sa principale concurrente l'Austin 7, se distinguait par son « manque presque incroyable de freins ».
La Model Y exerça également une influence sur la concurrence, inspirant notamment Morris Motors, avec la Eight, ainsi que Singer Motors, avec la Bantam.

## Évolution
Pendant les 14 premiers mois, le modèle d'origine était produit avec une calandre courte, c'est ce qu'on appelle la « Short Rad ». Après cela, en octobre 1933, le modèle « Long Rad », avec sa calandre plus longue et son pare-chocs avant avec le creux caractéristique, a été produit. En améliorant progressivement l'efficacité de la production et en simplifiant la conception de la carrosserie, le coût d'une Model Y « Popular » a été réduit à 100 £, ce qui en fait la véritable berline 4 places la moins chère de tous les temps, bien que la plupart des clients aient été persuadés de payer un supplément pour une version moins austère. Des berlines 4 portes (Fordor) et 2 portes (Tudor) étaient produites et celles-ci pouvaient être équipées d'un toit fixe ou d'un toit coulissant légèrement plus cher.

## Carrosseries supplémentaire
Sur la base de la Ford model Y, un utilitaire de 250kg de charge utile fut également proposé, qui s'est avéré très populaire auprès des petites entreprises.
Ford n'a pas produit de voiture à toit ouvert car il pensait que le châssis était trop flexible, mais plusieurs carrossiers spécialisés ont produit une gamme de Model Y tourer.

## Commercialisation

### Réaction du marché en Grande-Bretagne
Bien que de conception américaine, la Model Y a pris d'assaut le marché britannique, et lorsqu'elle a été introduite pour la première fois, elle a créé une brèche majeure dans les chiffres de vente d'Austin, Morris, Singer et Hillman. Elle a ensuite pris plus de 50 pour cent des ventes des modèles à 8 chevaux fiscaux.

### Volumes
Environ 175 000 Model Y[réf. nécessaire] ont été produites dans le monde (dont 153 117 en Grande-Bretagne et 11 121 en Allemagne) et les registres de Model Y et de Model C contiennent environ 1 250 survivantes.

## Ford Model C
En Grande-Bretagne, la Model C à 10 chevaux fiscaux, plus grosse et plus rapide, ne s'est jamais vendue en aussi grand nombre que la Model Y, bien qu'il y ait eu un tourer très attrayant et produit d'usine. En 1935, le style a été amélioré avec quelques petites modifications et le modèle était désigné CX.
En Allemagne, la situation s'est inversée. La Ford Model C produite localement était baptisée Ford Eifel et elle est restée en production encore quatre ans après que le constructeur eut abandonné la Model Y produite localement, baptisée Ford Köln. La Köln a été surpassée par l'Opel 1,0/1,2 litre, et seulement 11 121 Köln ont été produites, tandis que 62 495 Eifel ont été fabriquées entre 1935 et 1940, ce qui est plus respectable. Il n'y a jamais eu d'équivalent Vauxhall à l'offre Opel de 8 ch.